# داندريدغ ماكراي
داندريدغ ماكراي (بالإنجليزية: Dandridge McRae)‏ هو قائد عسكري أمريكي، ولد في 29 أكتوبر 1829 في مقاطعة بالدوين في الولايات المتحدة، وتوفي في 23 أبريل 1899 في سيرسي في الولايات المتحدة.